# Zayanes
Zayanes ( berbisk: Azayi (ental), Izayen (flertal)) er en berbisk folkegruppe, der bor i Khenifra-regionen, i de centrale del af bjergkæden Mellematlas i Marokko.
Zayanes-stammerne er kendt for deres tilknytning til deres forfædres land og for deres vedholdenhed som krigere, især under den franske  kolonisering, hvor de blev ledet af Mouha ou Hammou Zayani. Således har de forhindret mange indtrængende i at overtage Khénifra. På trods af det franske nederlag i slaget ved El Herri, den 13. november 1914, var franskmændene fast besluttet på ikke at opgive kampen mod Zayaneserne, men de fik først i 1934 kontrol med stammeområderne.

## Geografi
Zayanesstammerne bor i bjergkæden Mellematlas i Khénifraområdet. Zayaneserne hører til en stor stamme, der to gange om året vandrer mod Azaghar, hvor klimaet er mildere i modsætning til Adrar, hvor vinteren er hårdere.

## Sprog og levevis
Zayaneserne taler Centralatlas Tamazight ( Tazayit ), som er et af de berbiske sprog.
Zayaneserne nyder gede- og fåremælk samt Ahriche (en), der er lavet af  forskellige slags indvolde sat på en stok af eg og tilberedt på varme kul.